# Efekt pierwszeństwa
Efekt pierwszeństwa – informacja otrzymana wcześniej wywiera zazwyczaj większy wpływ na tworzenie się ogólnego wrażenia, niż informacja otrzymana później. Pierwsza informacja stanowi punkt odniesienia dla kolejnych informacji, jakie do nas docierają. Efekt pierwszeństwa tłumaczy m.in. fakt, że szybko wyrabiamy sobie zdanie o nowo poznanej osobie i późniejsze zachowanie tej osoby interpretujemy w sposób zgodny z naszym pierwszym wrażeniem. 

## Potwierdzenie eksperymentalne
Dominację pierwszego wrażenia zademonstrowali w prostym eksperymencie przeprowadzonym w 1968 roku badacze Jones, Rock, Sharver, Goethals i Ward. Uczestnicy badania obserwowali studenta, który na teście wielokrotnego wyboru rozwiązywał 30 problemów dotyczących związków analogii, na tym samym poziomie trudności. Student zawsze rozwiązywał poprawnie połowę z nich. Różnica polegała na tym, że raz zaczynał bardzo dobrze rozwiązywać pierwsze 15 zadań, po czym następowało stopniowe pogorszenie i rozwiązywał źle większość zadań końcowych. W drugim scenariuszu sytuacja była odwrotna, najpierw rozwiązywał pierwszą część źle, a następnie końcowe zadania bardzo dobrze. Po zakończonej obserwacji poproszono uczestników eksperymentu o ocenę inteligencji studenta i o przypomnienie sobie jak wiele problemów rozwiązał poprawnie. 
Badani zniekształcali dane tak, aby pasowały do ich pierwszego wrażenia. Ci, którzy widzieli jak student rozwiązuje pierwsze zadania poprawnie, uznawali go za bardzo inteligentnego i pamiętali, że rozwiązał poprawnie więcej zadań w teście. Ci zaś, którzy widzieli jak rozwiązuje pierwsze zadania źle uznali go za mało inteligentnego i zapamiętali, że na więcej pytań odpowiedział niepoprawnie.  
U uczestników eksperymentu wystąpił silny efekt pierwszeństwa - to co zobaczyli najpierw zdominowało ich odczucia, prowadząc do pomniejszenia wagi tego, co nastąpiło później.